# 岩橋玄樹
岩橋 玄樹（いわはし げんき、1996年12月17日 - ）は、日本の歌手、モデル、タレント。男性アイドルグループ「King & Prince」および「Prince」の元メンバー。東京都出身。Three Six Zero所属。

## 来歴
2010年10月31日にジャニーズ事務所に入所。当時好きだったGReeeeNのようになりたいと思ったことが入所のきっかけであり、男性アーティストは全てジャニーズ事務所に所属していると勘違いしていたという。2013年（平成25年）4月9日、『幽かな彼女』で俳優デビュー。2014年5月5日、Sexy Zoneの弟分ユニットとしてSexy Boyzの結成が発表され、メンバーに選ばれる。
2015年4月に亜細亜大学経済学部に入学したことを公表。同年6月5日、「ガムシャラ!サマーステーション」の制作発表で、期間限定ユニットMr.King vs Mr.Princeのメンバーとして活動を始めることが発表される。8月20日、ユニットを継続することが発表されたが、2016年以降は3人組グループPrinceとして神宮寺勇太、岸優太とともに活動を続けていた。
2018年5月23日にKing & Princeのメンバーとして、新レーベル・Johnnys’UniverseからCDデビュー。2018年10月20日に放送されたドキュメンタリー番組『RIDE ON TIME〜時が奏でるリアルストーリー〜』でパニック障害を患っていることを明かしていたが、同月26日、治療に専念するため、11月初旬から休養することを発表した。
2019年2月17日、3rdシングル『君を待ってる』をもって、一部制限付きで芸能活動を再開することを発表したが、その後再度不安定な状態に陥ったとして、2月28日、活動再開の見送りを発表した。『君を待ってる』は3月20日から4月3日に発売を延期、一部を制作し直し、岩橋を除く5人で発売され、King & Princeは当面5人での活動となる。
1枚目となるアルバム『King & Prince』には「シンデレラガール」、「Memorial」ならびにCD Disc2の曲（King & PrinceがJr.時代の頃の曲）には参加している。
2021年3月29日、同月いっぱいでKing & Princeを脱退し、ジャニーズ事務所を退所することを明らかにした。
ジャニーズ事務所を退所独立後は、ソロアーティストとして少しずつ活動を再開している。2021年4月1日にInstagram、7月1日に、オフィシャルサイトとSNSにアカウントを開設。8月8日には、オフィシャルファンクラブ「Fairytales」をオープンし、ソロアーティストとして本格的に活動を再開。9月22日、「Gucci Garden Archetypes（グッチガーデンアーキタイプ）」展のフォトコールに出席し、独立後初めて公の場に立ち笑顔を見せた。11月にはYouTube公式チャンネルも開設。12月1日、1stシングル『My Lonely X’mas』でソロデビューし、音楽配信もスタートした。
2023年3月18日、公式サイトとSNSにアメリカのThree Six Zero所属になったことを発表。

## 人物
高祖父はスペイン人。初恋がアメリカ人だったことがきっかけで、アメリカや英語に関心を持ち、現地のドーナツ屋で皿洗いを経験したこともある。2017年には国際運転免許証を取得した他、2017年4月から英語を専門に学べる大学に編入すること、英会話スクールに通っていることも明かしている。
雑誌『Myojo』が選ぶ「恋人にしたいJr.」ランキングで5年連続1位を獲得（2014 - 2018年）。
父親が読売ジャイアンツと西武ライオンズのチームドクターだったこともあり、幼い頃から東京ドームに通って野球に親しみ、自身も少年野球で内野手を務めていた。2017年のジャニーズ野球大会では「ベースボールバトル」で優秀選手賞を受賞した他、2018年8月15日に東京ドームで行われたプロ野球イースタン・リーグ（二軍戦）の読売ジャイアンツと東北楽天ゴールデンイーグルスの試合ではサプライズで登場し、始球式を務めた。
大の巨人ファンであり、2017年5月号からは『月刊ジャイアンツ』（報知新聞社）で隔月連載も担当している。選手とも親交があり、菅野智之にはCDデビュー日である2018年5月23日になったと同時に「今日はデビュー日だね、おめでとう」と直接メッセージをもらった。

## 作品

### シングル

#### CDシングル
| # | リリース日    | 曲名            | 販売形態                      | 規格品番 | ビルボード順位(週間)                 | オリコン順位(週間) |
| - | ------------- | --------------- | ----------------------------- | -------- | ------------------------------------ | ------------------ |
| 1 | 2021年12月1日 | My Lonely X’mas | 通常盤(CD)                    | ROKC-001 |                                      | 3位                |
| 1 | 2021年12月1日 | My Lonely X’mas | 初回限定盤(CD+DVD)            | ROKC-002 |                                      | 3位                |
| 1 | 2021年12月1日 | My Lonely X’mas | ファンクラブ限定盤(CD+写真集) | ROKC-003 |                                      | 3位                |
| 2 | 2022年5月25日 | PAJAMA PARTY    | 通常盤(CD)                    | ROKC-004 | 4位(Top Single Sales) / 50位(Hot100) | 4位 / 9位(合算)    |
| 2 | 2022年5月25日 | PAJAMA PARTY    | 初回限定盤(CD+DVD)            | ROKC-005 | 4位(Top Single Sales) / 50位(Hot100) | 4位 / 9位(合算)    |
| 2 | 2022年5月25日 | PAJAMA PARTY    | ファンクラブ限定盤(CD+写真集) | ROKC-006 | 4位(Top Single Sales) / 50位(Hot100) | 4位 / 9位(合算)    |

#### 配信シングル
| # | リリース日     | 曲名                           | ビルボードDownload Songs順位 | オリコンデジタルシングル順位 |
| - | -------------- | ------------------------------ | ---------------------------- | ---------------------------- |
| 1 | 2021年12月22日 | My Lonely X’mas 英語バージョン | TBA                          | TBA                          |
| 2 | 2022年7月15日  | How To Love                    | TBA                          | TBA                          |
| 3 | 2023年2月14日  | 空を見上げて                   | TBA                          | TBA                          |

#### アルバム
| # | リリース日    | 曲名          | 販売形態 | ビルボードHot Albums | オリコン週間ランキング |
| - | ------------- | ------------- | -------- | -------------------- | ---------------------- |
| 1 | 2022年8月10日 | How To Love   |          | 5位                  | 4位                    |
| 2 | 2023年8月9日  | I'm A Popstar |          |                      |                        |

## 出演
個人での出演のみ。グループでの出演はSexy Boyz、King & Prince#出演を参照。

### バラエティ番組
- ジャニーズJr.ランド（2011年10月2日 - 2013年9月30日、BSスカパー!）[44]
- ガムシャラ!（2014年4月12日 - 2016年4月3日、テレビ朝日）[45][46]

### テレビドラマ
- 幽かな彼女（2013年4月9日 - 6月18日、関西テレビ） - 手嶋健太郎 役[47]
- SHARK〜2nd Season〜（2014年4月20日 - 7月13日、日本テレビ） - 北川旭 役[48]
- ガードセンター24　広域警備指令室（2016年9月16日、日本テレビ） - 篠宮譲 役[49]
- 部活、好きじゃなきゃダメですか?（2018年10月23日 - 12月25日、日本テレビ） - 主演・大山 役（髙橋海人、神宮寺勇太とトリプル主演）[50]
- 恋愛ルビの正しいふりかた（2025年7月14日 - 、TOKYO MX） - 主演・鈴木弘 役[51]

### 映画
- 男神（2025年9月19日公開予定） - 山下裕斗 役[52][53]

### 広告
- B-R サーティワン アイスクリーム「真夏の雪だるま大作戦!」（2013年7月 - ）[54]
- イヴ・サンローラン・ボーテ「ABUSE IS NOT LOVE（アビューズ イズ ノット ラブ）」ジャパンサポーター（2021年11月 - ）[55]

### ミュージック・ビデオ
- SMAP「Joy!!」（2013年）[56]

### コンサート
- JOHNNYS' Worldの感謝祭 in 東京ドーム（2013年3月16日 - 17日、東京ドーム）[57]
- フレッシュジャニーズJr. IN 横浜アリーナ（2012年12月16日、横浜アリーナ）[58]
- ガムシャラ J's Party !! Vol.1（2014年2月1日 - 2日、EXシアター六本木）[59]
- ガムシャラ J's Party !! Vol.6（2014年12月17日 - 18日、EXシアター六本木）[60]
- ガムシャラ J's Party !! Vol.8（2015年2月19日 - 21日、EXシアター六本木）[61]
- ガムシャラ! サマーステーション〔チーム 武〕（2015年7月24日・26日・27日・31日・8月1日、EXシアター六本木）[62]

### ソロコンサート
- GENKI IWAHASHI FANCLUB TOUR 2022 "PAJAMA PARTY"（2022年7月15日 - 8月21日、全国10か所・13公演）[35]
- GENKI IWAHASHI TOUR 2022 "HOW TO LOVE"（2022年8月25日 - 10月12日、全国7か所・7公演）[63]
- GENKI IWAHASHI TOUR 2023 "I'm A Popstar"（2023年9月6日 - 10月4日、全国4か所・6公演）[43]

### 舞台
- Johnny's Dome Theatre 〜SUMMARY〜（2012年9月8日 - 9日、TOKYO DOME CITY HALL）[64]
- JOHNNYS' World -ジャニーズ・ワールド-
  - JOHNNYS' 2020 WORLD -ジャニーズ トニトニ ワールド-（2013年12月7日 - 2014年1月27日、帝国劇場）[65]
  - 2015新春 JOHNNYS' World（2015年1月1日 - 27日、帝国劇場）[66]
- ABC座
  - ABC座 2013 ジャニーズ伝説（2013年10月6日 - 10月28日、日生劇場）[67]
  - ABC座 2014 ジャニーズ伝説（2014年5月9日 - 5月30日、日生劇場）[68]
- ジャニーズ銀座 2015（2015年4月24日 - 26日・5月30日 - 6月1日、シアタークリエ）[69]

### ソロイベント
- Fairy Christmas 2021（2021年12月23日 - 24日、中野サンプラザ）[70]
- いわちダイヤモンドクリスマス2023（2023年12月20日、府中の森芸術劇場）[71]

### イベント
- Gucci Garden Archetypes（グッチガーデンアーキタイプ）展フォトコール（2021年9月22日、東京・天王洲）[72]
- イヴ・サンローラン・ボーテ「ABUSE IS NOT LOVE（アビューズ イズ ノット ラブ）」ローンチイベント（2021年11月24日）[73]
- プロ野球「巨人 対 ヤクルト戦」始球式（2022年5月8日、東京ドーム） - 「最強ガールズの集い」アンバサダー[74]
- YSL BEAUTY ZONE（2022年5月25日 - 31日、伊勢丹新宿店 ザ・ステージ）[75]
- いわちワンダーワールド in white chocolate（2023年2月13日、TOKYO DOME CITY HALL）[76]
- KROSS vol.2（2023年2月25日、有明アリーナ） [77]

## 書籍

### 雑誌
- 報知新聞社『月刊ジャイアンツ』
  - 隔月連載「新星☆野球王子が行く」[78]（2017年5月号 - 連載終了）
  - 毎月連載「岩橋玄樹 G-BALLPARK」（2021年10月号 - ） - Executive Editor（エグゼクティブ・エディター）就任[79]

### 写真集
- 岩橋玄樹 1st写真集『Labneh』（2024年3月14日、講談社）[80][81]ISBN 978-4-0653-5083-6

### 公式サイト
- 岩橋玄樹オフィシャルサイト
- 岩橋玄樹オフィシャルファンクラブ"Fairytales"
- Profile(King & Prince) - ウェイバックマシン（2021年1月17日アーカイブ分）

### 公式SNS
- GENKI IWAHASHI - YouTubeチャンネル
- GENKI IWAHASHI (@genki_iwahashi_17) - Instagram
- 岩橋玄樹 (@genkiiwachi17) - X（旧Twitter）
- 岩橋玄樹スタッフ (@genki17staff) - X（旧Twitter）
- 岩橋玄樹 (@genkiiwahashi17) - TikTok

### 音楽配信
- 岩橋玄樹 - Apple Music
- 岩橋玄樹 - Spotify
- 岩橋玄樹 - Amazon Music
- 岩橋玄樹 - LINE MUSIC
- 岩橋玄樹 - AWA
- 岩橋玄樹 - mora
- 岩橋玄樹 - レコチョク